# 화성 탐사 로버

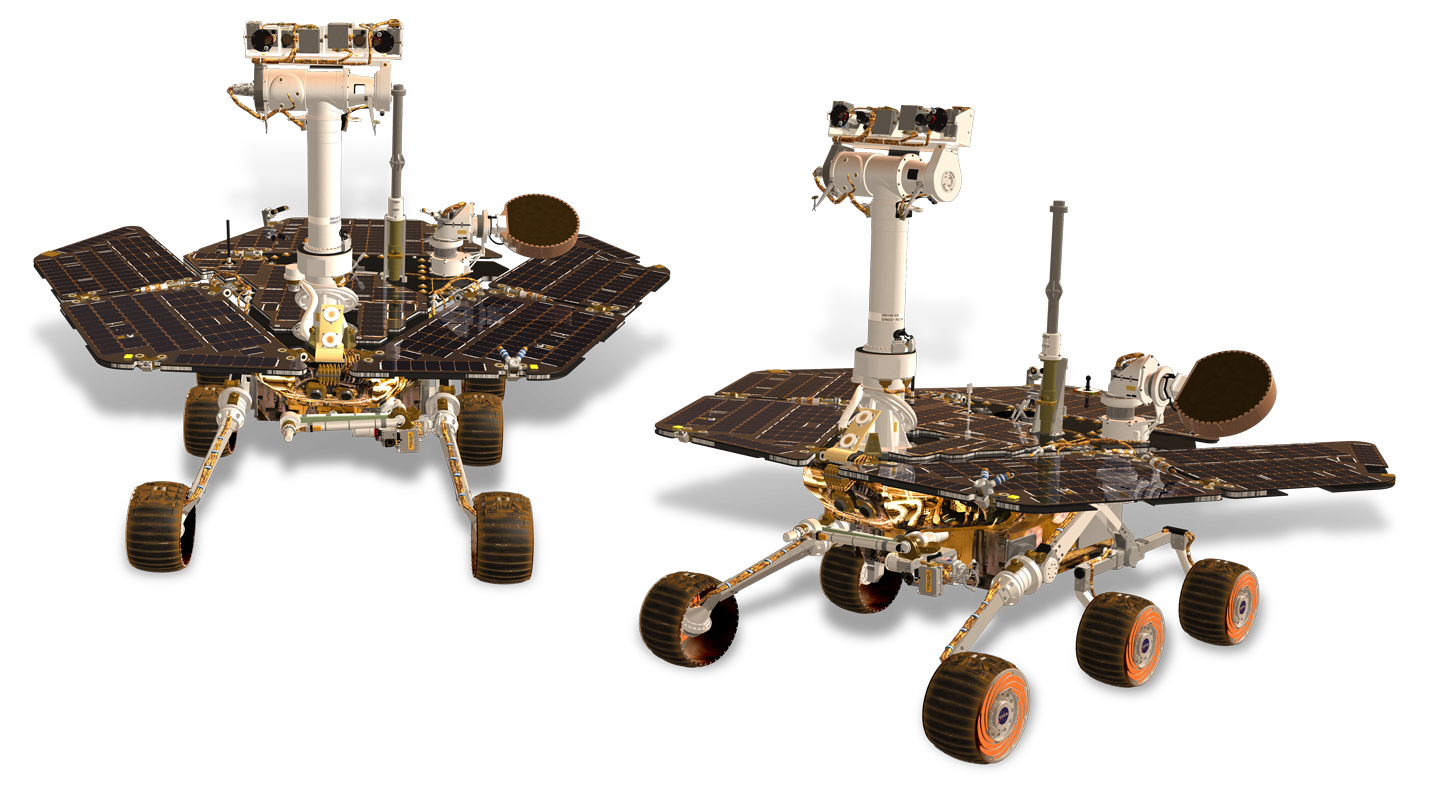

NASA의 화성 탐사 로버(Mars Exploration Rover, MER) 임무는 두 대의 화성 탐사차 스피릿(Spirit)과 오퍼튜니티(Opportunity)가 참여하여 화성을 탐사하는 로봇 우주 임무였다. 화성 표면과 지질학을 탐사하기 위한 두 대의 탐사차가 2003년에 발사되면서 시작되었다. 둘 다 2004년 1월 별도의 위치에 화성에 착륙했다. 두 탐사선 모두 계획된 임무인 화성 태양일 90일보다 훨씬 오래 생존했다. MER-A 스피릿은 2010년 3월 22일까지 활동했고, MER-B 기회는 2018년 6월 10일까지 활동했다.